# Гаджиев, Хикмет Фархад оглы
Хикмет Фархад оглы Гаджиев  (азерб. Hikmət Fərhad oğlu Hacıyev, род. 15 октября 1979, Кировабад) — помощник Президента Азербайджанской Республики — руководитель отдела внешней политики Аппарата Президента Азербайджанской Республики, руководитель пресс-службы Министерства иностранных дел Азербайджанской Республики (2014—2018).

## Биография
Хикмет Фархад оглы Гаджиев родился в 1979 году в городе Гянджа и окончил 24-ю среднюю школу . Завершил бакалавриат и магистратуру на факультете международных отношений и международного права Бакинского государственного университета. Также является выпускником Национального оборонного колледжа НАТО, Центра исследований вопросов безопасности имени Джорджа Маршала и магистратуры Университета Свободного университета Брюсселя (ULB) в Бельгии.
С 2000 года Хикмет Гаджиев работал в системе Министерства иностранных дел Азербайджанской Республики. В разные годы он работал в Представительстве Азербайджана при НАТО и в Посольстве Азербайджана в Кувейте. С 2008 года Хикмет Гаджиев занимал должность 2-го секретаря Департамента безопасности Министерства иностранных дел, а с 2011 года — должность атташе по вопросам безопасности в Посольстве Азербайджана в Египте.
В августе 2013 года, после завершения своей долгосрочной службы в качестве советника Посольства Азербайджана в Египте, он вернулся в Министерство иностранных дел. С сентября 2013 года он работал начальником отдела в Министерстве иностранных дел.
С 2014 по 2018 год Хикмет Гаджиев занимал должность руководителя пресс-службы Министерства иностранных дел Азербайджанской Республики.
18 сентября 2018 года он был назначен заместителем руководителя отдела внешней политики Аппарата Президента Азербайджанской Республики, 26 ноября 2018 года — руководителем этого отдела, а 29 ноября 2019 года — помощником Президента Азербайджанской Республики.

## Награды
- Медаль «За отличие в дипломатической службе» — 9 июля 2018 года[3]
- Орден «За службу Родине» 2-й степени — 9 июля 2019 года[4]